# Zimní olympijské hry 1998

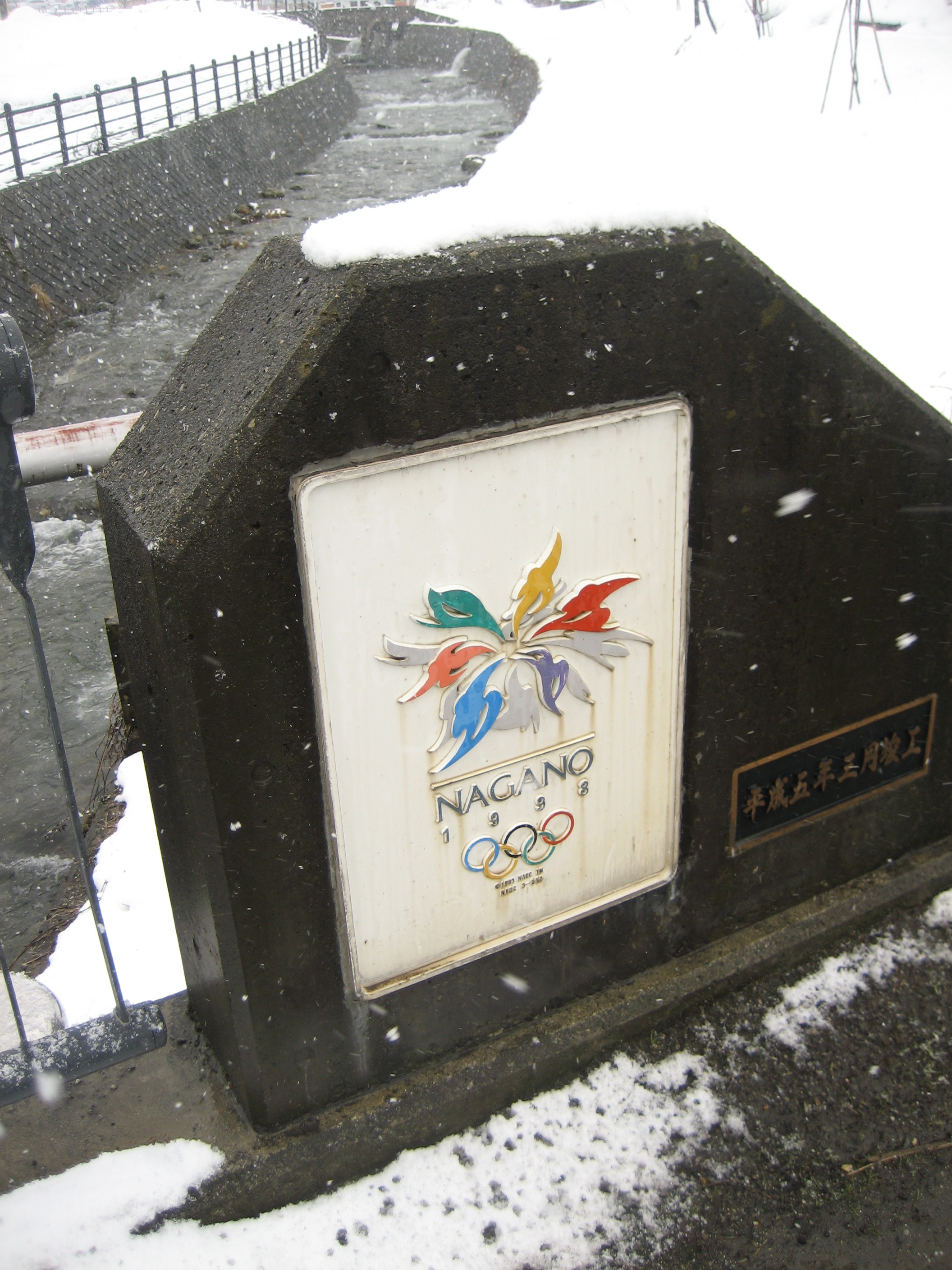
Logo her na mostě v Naganu

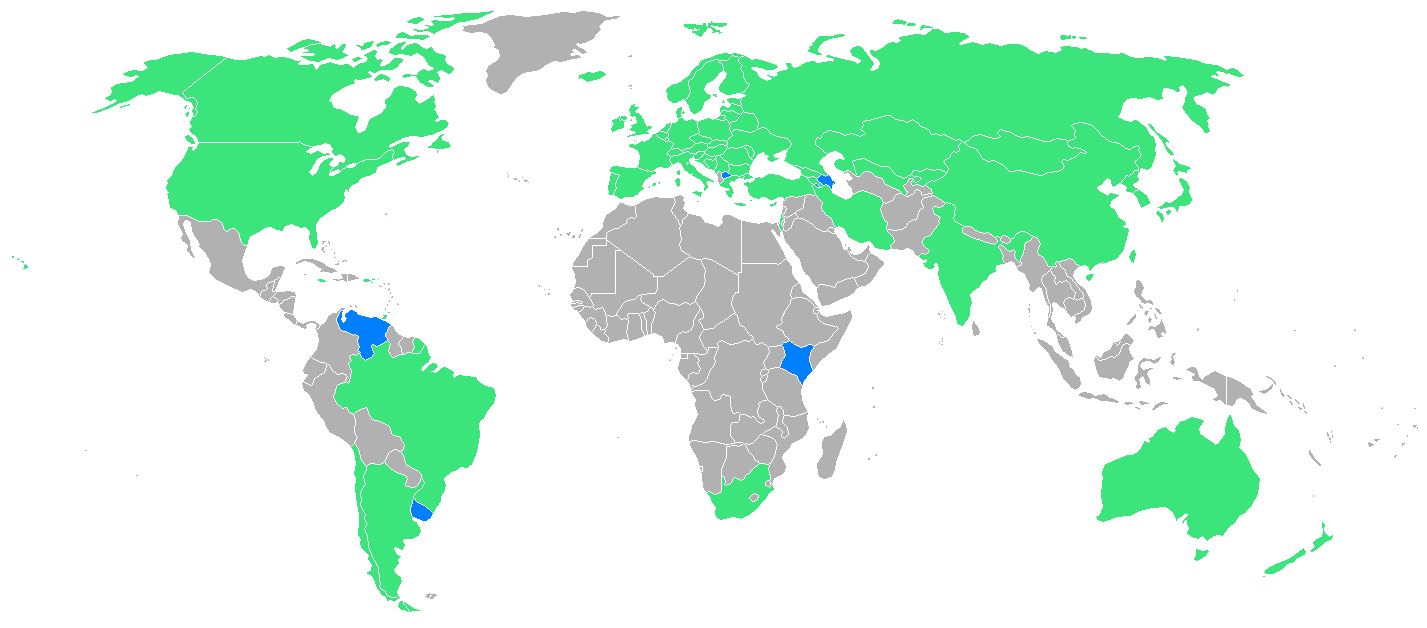
Účastníci ZOH 1998

Zimní olympijské hry 1998 se odehrávaly v japonském Naganu. Právo pořadatelství získali Japonci na zasedání Mezinárodního olympijského výboru v Birminghamu 15. června 1991, protikandidáty byli Salt Lake City (USA), Östersund (Švédsko), Jaca (Španělsko) a Aosta (Itálie). Nagano je dosud nejjižněji ležící město, které kdy pořádalo zimní olympiádu. Hry byly poznamenány nepřízní počasí: sněžení a mrznoucí déšť si vynutily odložení řady závodů v alpském lyžování, došlo i ke slabému zemětřesení.
Olympiády se zúčastnilo 72 zemí, z toho pět poprvé v historii: Ázerbájdžán, Keňa, Makedonie, Uruguay a Venezuela. Dvacet čtyři zemí získalo medaili, z toho patnáct alespoň jednu zlatou. Dánsko získalo díky družstvu curlerek svoji dosud jedinou medaili ze zimní olympiády.

## Sporty
- Akrobatické lyžování
- Alpské lyžování
- Běh na lyžích
- Biatlon
- Boby
- Curling
- Krasobruslení
- Lední hokej
- Rychlobruslení
- Saně
- Severská kombinace
- Short track
- Skoky na lyžích
- Snowboarding

Olympijskou premiéru měl v Naganu snowboarding, ženský lední hokej a curling (ten se na hrách objevil jako ukázkový sport v letech 1924, 1932, 1988 a 1992, turnaj v roce 1924 byl dodatečně v roce 2006 uznán jako oficiální). Historicky prvním snowboardovým olympijským vítězem se stal Kanaďan Ross Rebagliati, který byl tři dny po soutěži diskvalifikován kvůli pozitivnímu testu na marihuanu. Po odvolání se zjistilo, že marihuana není na seznamu zakázaných látek MOV a zlatá medaile byla Rebagliatimu vrácena.
Asi nejatraktivnější částí her byl hokejový turnaj, neboť se (po dlouhé řadě neúspěšných pokusů z předchozích let) podařilo vyjednat přerušení severoamerické NHL, aby na zimních olympijských hrách mohli startovat i hráči z této soutěže. Vítězství českého týmu v tomto turnaji je považováno za jeden z největších úspěchů české hokejové historie.

## Kalendář soutěží
| ÚC | Úvodní ceremoniál | ● | Soutěžní den disciplíny | 1 | Finále disciplíny | ZC | Závěrečný ceremoniál |

| Únor                 | 7. So | 8. Ne | 9. Po | 10. Út | 11. St | 12. Čt | 13. Pá | 14. So | 15. Ne | 16. Po | 17. Út | 18. St | 19. Čt | 20. Pá | 21. So | 22. Ne | Finále |
| -------------------- | ----- | ----- | ----- | ------ | ------ | ------ | ------ | ------ | ------ | ------ | ------ | ------ | ------ | ------ | ------ | ------ | ------ |
| Ceremoniály          | ÚC    |       |       |        |        |        |        |        |        |        |        |        |        |        |        | ZC     |        |
| Akrobatické lyžování |       | ●     |       |        | 2      |        |        |        |        | ●      |        | 2      |        |        |        |        | 4      |
| Alpské lyžování      |       |       |       | ●      | 1      |        | 2      |        |        | 2      | 1      |        | 2      | 1      | 1      |        | 10     |
| Běh na lyžích        |       | 1     | 1     | 1      |        | 2      |        | 1      |        | 1      |        | 1      |        | 1      |        | 1      | 10     |
| Biatlon              |       |       | 1     |        | 1      |        |        |        | 1      |        |        | 1      | 1      |        | 1      |        | 6      |
| Boby                 |       |       |       |        |        |        |        | ●      | 1      |        |        |        |        | ●      | 1      |        | 2      |
| Curling              |       |       | ●     | ●      | ●      | ●      | ●      | ●      | 2      |        |        |        |        |        |        |        | 2      |
| Krasobruslení        |       | ●     |       | 1      |        | ●      | ●      | 1      | ●      | 1      |        | ●      |        | 1      |        |        | 4      |
| Lední hokej          | ●     | ●     | ●     | ●      | ●      | ●      | ●      | ●      | ●      | ●      | 1      | ●      |        | ●      | ●      | 1      | 2      |
| Rychlobruslení       |       | 1     | ●     | 1      | 1      | 1      | ●      | 1      | 1      | 1      | 1      |        | 1      | 1      |        |        | 10     |
| Saně                 |       | ●     | 1     | ●      | 1      |        | 1      |        |        |        |        |        |        |        |        |        | 3      |
| Severská kombinace   |       |       |       |        |        |        | ●      | 1      |        |        |        |        | ●      | 1      |        |        | 2      |
| Short track          |       |       |       |        |        |        |        |        |        |        | 2      |        | 1      |        | 3      |        | 6      |
| Skoky na lyžích      |       |       |       |        | 1      |        |        |        | 1      |        | 1      |        |        |        |        |        | 3      |
| Snowboarding         |       | 1     |       | 2      |        | 1      |        |        |        |        |        |        |        |        |        |        | 4      |
| Celkem disciplín     |       | 3     | 3     | 5      | 7      | 4      | 3      | 4      | 6      | 5      | 6      | 4      | 5      | 5      | 6      | 2      | 68     |
| Kumulativní součet   |       | 3     | 6     | 11     | 18     | 22     | 25     | 29     | 35     | 40     | 46     | 50     | 55     | 60     | 66     | 68     |        |
| Únor                 | 7. So | 8. Ne | 9. Po | 10. Út | 11. St | 12. Čt | 13. Pá | 14. So | 15. Ne | 16. Po | 17. Út | 18. St | 19. Čt | 20. Pá | 21. So | 22. Ne | Finále |

## Počet medailí podle údajů mezinárodního olympijského výboru
| Pořadí | Země                         | Zlato | Stříbro | Bronz | Celkem |
| 1      | Německo (GER)                | 12    | 9       | 8     | 29     |
| 2      | Norsko (NOR)                 | 10    | 10      | 5     | 25     |
| 3      | Rusko (RUS)                  | 9     | 6       | 3     | 18     |
| 4      | Kanada (CAN)                 | 6     | 5       | 4     | 15     |
| 5      | Spojené státy americké (USA) | 6     | 3       | 4     | 13     |
| 6      | Nizozemsko (NED)             | 5     | 4       | 2     | 11     |
| 7      | Japonsko (JPN)               | 5     | 1       | 4     | 10     |
| 8      | Rakousko (AUT)               | 3     | 5       | 9     | 17     |
| 9      | Jižní Korea (KOR)            | 3     | 1       | 2     | 6      |
| 10     | Itálie (ITA)                 | 2     | 6       | 2     | 10     |
| 11     | Finsko (FIN)                 | 2     | 4       | 6     | 12     |
| 12     | Švýcarsko (SUI)              | 2     | 2       | 3     | 7      |
| 13     | Francie (FRA)                | 2     | 1       | 5     | 8      |
| 14     | Česko (CZE)                  | 1     | 1       | 1     | 3      |
| 15     | Bulharsko (BUL)              | 1     | 0       | 0     | 1      |
| 16     | Čína (CHN)                   | 0     | 6       | 2     | 8      |
| 17     | Švédsko (SWE)                | 0     | 2       | 1     | 3      |
| 18     | Dánsko (DEN)                 | 0     | 1       | 0     | 1      |
| 18     | Ukrajina (UKR)               | 0     | 1       | 0     | 1      |
| 20     | Bělorusko (BLR)              | 0     | 0       | 2     | 2      |
| 20     | Kazachstán (KAZ)             | 0     | 0       | 2     | 2      |
| 22     | Austrálie (AUS)              | 0     | 0       | 1     | 1      |
| 22     | Belgie (BEL)                 | 0     | 0       | 1     | 1      |
| 22     | Velká Británie (GBR)         | 0     | 0       | 1     | 1      |
| Celkem | Celkem                       | 69    | 68      | 68    | 205    |

- Nejúspěšnějšími účastníky her byli běžci Bjørn Dæhlie a Larisa Lazutinová, kteří vyhráli každý tři disciplíny. Daehlie se navíc v Naganu stal prvním sportovcem v historii, který získal na zimních hrách osm zlatých medailí.
- Nečekaným vítězem mužského sjezdu se stal Francouz Jean-Luc Crétier, který ve své kariéře nevyhrál ani jeden závod Světového poháru.[4] Hermann Maier měl ve sjezdu těžký pád, ale poté vyhrál slalom i obří slalom.
- Americká krasobruslařka Tara Lipinská se v patnácti letech stala nejmladší šampiónkou v historii zimních olympiád.[5]

## Česko na ZOH 1998
Český hokejový tým porazil v základních skupinách Finsko 3:0, Kazachstán 8:2 a byl poražen Ruskem 1:2. Ve čtvrtfinále vyhrál nad USA 4:1 a nad Kanadou v semifinále 2:1 na nájezdy. V hokejovém finále 22. února 1998 porazil český tým výběr Ruska 1:0, gólem Petra Svobody.